# RP-3
RP-3 (від англ. Rocket Projectile 3 inch — 3-дюймовий реактивний снаряд) — британська некерована авіаційна ракета класу «повітря-земля» часів Другої світової війни. Позначення «3 дюйми» стосувалося номінального діаметра труби ракетного двигуна. Використання 60-фунтової (27 кг) бойової частини призвело до альтернативної назви «60-фунтової ракети». Хоча в основному це була авіаційна зброя класу «повітря-земля», її в обмежених версіях використовували й в інших цілях. Вони, як правило, використовувалися британськими винищувачами-бомбардувальниками проти таких цілей, як танки, потяги, автотранспорт і будівлі, а також літаками Берегового командування і авіації Королівського флоту проти підводних човнів і кораблів.
Використання продовжувалось і після війни, з останнім відомим великим оперативним використанням під час надзвичайної ситуації в Адені в 1964 році, коли «Хантер» здійснили 642 вильоти та випустили 2508 RP-3 на підтримку британських експедиційних сил «Редфорс». Використання тривало до виведення військ з Адена в листопаді 1967 року, після чого RP-3 було знято з озброєння на користь новішого SNEB.

## Типи ракет
| Спорядження                  | Постріл, 25 lb, AP, No. 1 | Постріл, 25 lb, AP, No. 2 | Снаряд, HE, 60 lb, SAP    | Снаряд, P., Concrete, 60 lb |
| ---------------------------- | ------------------------- | ------------------------- | ------------------------- | --------------------------- |
| Діаметр боєголовки           | 88 мм                     | 88 мм                     | 152 мм                    | 152 мм                      |
| Діаметр двигуна              | 82,7 мм                   | 82,7 мм                   | 82,7 мм                   | 82,7 мм                     |
| Ширина з рульовими крилами   | 336 мм                    | 336 мм                    | 336 мм                    | 336 мм                      |
| Довжина боєголовки           | 314 мм                    | 378 мм                    | 553 мм                    | 608 мм                      |
| Довжина двигуна              | 1 400 мм                  | 1 400 мм                  | 1 400 мм                  | 1 400 мм                    |
| Загальна довжина             | 1 639 мм                  | 1 703 мм                  | 1 880 мм                  | 1 933 мм                    |
| Бойова маса ракети           | 28,5 кг                   | 28,5 кг                   | 44,6 кг                   | 44,4 кг                     |
| Маса боєголовки              | 11,3 кг                   | 11,3 кг                   | 27,4 кг                   | 27,2 кг                     |
| Заряд вибухової речовини     | немає                     | немає                     | 6 кг ТНТ або аматол 60/40 | немає                       |
| Пороховий заряд              | 5,2 кг кордита            | 5,2 кг кордита            | 5,2 кг кордита            | 5,2 кг кордита              |
| Характеристики               |                           |                           |                           |                             |
| Час горіння палива при 15 °C | 1,6 с                     | 1,6 с                     | 1,6 с                     | 1,6 с                       |
| Тяга при 15 °C               | 800 кг/с                  | 800 кг/с                  | 800 кг/с                  | 800 кг/с                    |
| Макс.швидкість               | 380 м/с                   | 380 м/с                   | 230 м/с                   | 230 м/с                     |
| Бронепробивність             | 88 мм на відстані 640 м   | 88 мм на відстані 640 м   | н/д                       | н/д                         |

1. ↑  з 17,2 кг двигуном

## Літаки, що озброювалися ракетами RP-3

### За часи Другої світової війни

#### Британська та Співдружності авіація
- Boeing Fortress Mk. II і IIA: (Берегове командування ПС)
- Bristol Beaufighter Mk. VI, VIC, X and 20: (Берегове командування, Південно-східне азійське командування і Повітряні сили Австралії на Тихоокеанському театрі війни)
- Consolidated Liberator B. Mk. III, VI: (Берегове командування)
- de Havilland Mosquito F.B. Mk. VI: (Берегове командування, Південно-східне азійське командування і ПС Австралії на Тихоокеанському театрі війни)
- Hawker Hurricane Mk. IIE & IV: (Пустельне командування ПС, 2-ге Повітряне командування і Південно-східне азійське командування)
- Hawker Typhoon Mk. Ib: (2-ге Повітряне командування)
- Republic P-47 Thunderbolt (Повітряні сили армії США використовували власні ракети M8; лише 6 літаків озброювалися RP-3)
- Vickers Wellington GR Mk. XIV: (Берегове командування)

### Авіація Королівського флоту
- Fairey Firefly Mk. I
- Fairey Swordfish Mk. II, III
- Grumman Tarpon/Avenger Mk. I, II, III
- Hawker Sea Hurricane Mk. IIc (825-га морська авіаційна ескадрилья)
- Hawker Sea Fury 807-ма морська авіаційна ескадрилья

### Після Другої світової війни

#### Британська та Співдружності авіація
- Bristol Brigand
- de Havilland Hornet
- de Havilland Vampire
- de Havilland Venom
- Gloster Meteor
- Hawker Hunter

#### Австралійська авіація
- Bristol Beaufighter
- North American P-51 Mustang
- de Havilland Vampire
- Fairey Firefly
- Gloster Meteor
- Fairey Gannet
- Hawker Sea Fury Mk11
- de Havilland Sea Venom

#### Авіація Королівського флоту
- Hawker Sea Fury
- Hawker Sea Hawk
- Supermarine Attacker
- Supermarine Scimitar
- de Havilland Sea Vixen

### ПС Швеції
- North American T-6 Texan (Sk 16)
- Saab 17 (B 17A)
- Saab 18 (A & T 18B)
- Saab 21 (A 21A-3)
- Saab 21R (A 21RA, RB)
- de Havilland Vampire (J 28B, C)
- Saab 29 Tunnan (J 29A, B, E, F)
- Saab 32 Lansen (A 32A)